# Triebmischung
Triebmischung (engl. fusion of instincts; frz. union des pulsions) ist ein Begriff der Psychoanalyse, der auf ihren Begründer Sigmund Freud zurückgeht. Mit diesem Begriff legte Freud das Konzept einer Mischung der beiden von ihm postulierten und gegenläufigen Triebe von Libido und Todestrieb vor. Wie so oft griff er bei der Entwicklung seines Konzeptes auf die Mythologie und hier auf die Begriffe Eros und Thanatos zurück. Der Gegenpart zur Triebmischung ist der ebenfalls von Freud geprägte Begriff der Triebentmischung.

## Begriffsgeschichte
Die Begriffe Triebmischung und -entmischung gehören zu den psychoanalytischen Grundbegriffen. Sie wurden laut Laplanche und Pontalis in ihrem Vokabular der Psychoanalyse zur Beschreibung der Beziehungen von Lebens- und Todestrieben verwendet. Mit seiner letzten Triebtheorie, die er in fortgeschrittenem Alter von über 60 Jahren entwickelte, im Jahr 1920 in seiner Schrift Jenseits des Lustprinzips niederlegte und daran trotz aller Kritik bis zu seinem Tod festhielt, formulierte Freud seine Überzeugung, dass „allem Lebendigen, das Streben nach dem Tod“ innewohne. Mit diesem theoretischen Ansatz fand Freud zu einem, wie es Laplanche und Pontalis formulierten, „radikalen Gegensatz zwischen Lebenstrieben* und Todestrieben*“.
Für die Begriffsgeschichte bedeutsam scheint eine Anmerkung im Vokabular der Psychoanalyse, der zufolge mit Aufkommen „der Idee eines unabhängigen Aggressionstriebes“ die Notwendigkeit für einen Begriff spürbar geworden sei, „der seine Verbindung mit dem Sexualtrieb kennzeichnete“. Alfred Adler, der als eines der Gründungsmitglieder der von Freud ins Leben gerufenen Mittwochsgesellschaft im Jahr 1911 mit Freud brach, habe in diesem Zusammenhang nicht von Triebmischung, sondern von „Triebverschränkung“ gesprochen. Freud selbst verwendete für die Idee einer Vereinigung von Lebens- und Todestrieben verschiedene Ausdrücke und sprach von „Verschmelzung“, „Legierung“ oder „sich kombinieren“, doch setzte sich das Begriffspaar Mischung/Entmischung in der psychoanalytischen Terminologie durch.

## Bedeutung
Mit der Entwicklung der Theorie vom Todestrieb wurde den destruktiven Kräften „die gleiche Macht zuerkannt, wie der Sexualität“. Beide „finden sich in den gleichen Verhaltensweisen (Sadomasochismus), Instanzen (Über-Ich), Objektbeziehungstypen, die sich der psychoanalytischen Untersuchung anbieten“. Freud selbst präzisierte nicht, wie man sich die Triebmischung genau vorzustellen habe.

„Die Triebmischung ist eine wirkliche Vermengung, in der jede der beiden Komponenten in variablen Proportionen enthalten sein kann; die Triebentmischung bezeichnet einen Vorgang, dessen vollständige Durchführung zu einem getrennten Funktionieren der beiden Triebarten führt, wobei jede ihr eigenes Ziel auf eine unabhängige Weise verfolgt.“

Das bedeutet, dass libidinöse und aggressive Triebe bei der Triebmischung eine Allianz miteinander eingehen, wodurch sie je nach Mischungsverhältnis begrenzt werden und damit einen Teil ihrer Kraft einbüßen, und sich im Falle der Entmischung beide Triebe voneinander getrennt entfalten, wodurch beide und eben auch die aggressiven Triebe ihre Begrenzung verlieren. Es handelt sich um ein „ökonomisch-energetisches Konzept einer Mischung und Entmischung der zwei Grundtriebe“.
Die beiden Triebarten war der Titel des vierten Kapitels von Freuds Schrift Das Ich und das Es, die er 1923 publizierte. Laut Laplanche und Pontalis sei die Ambivalenz, auf die er in dieser Abhandlung zu sprechen kommt, für Freud „das überraschendste Beispiel einer Triebentmischung“ und speziell jene der Zwangsneurose „eines der besten Beispiele“ gewesen. Freud selbst schrieb in diesem Zusammenhang:

„Es erhebt sich auch die Frage, ob nicht die reguläre Ambivalenz, die wir in der konstitutionellen Anlage zur Neurose so oft verstärkt finden, als Ergebnis einer Entmischung aufgefaßt werden darf; allein diese ist so ursprünglich, daß sie vielmehr als nicht vollzogene Triebmischung gelten muß.“

Etwas ausführlicher äußerte sich Freud 1933 in Angst und Triebleben, der 32. Vorlesung aus der Reihe Neue Folge der Vorlesungen zur Einführung in die Psychoanalyse:

„Wir meinen also, daß wir im Sadismus und im Masochismus zwei ausgezeichnete Beispiele von der Vermischung beider Triebarten, des Eros mit der Aggression, vor uns haben, und machen nun die Annahme, daß dies Verhältnis vorbildlich ist, daß alle Triebregungen, die wir studieren können, aus solchen Mischungen oder Legierungen der beiden Triebarten bestehen. Natürlich in den verschiedenartigsten Mischungsverhältnissen. Dabei würden die erotischen Triebe die Mannigfaltigkeit ihrer Sexualziele in die Mischung einführen, während die anderen nur Milderungen und Abstufungen ihrer eintönigen Tendenz zuließen. Durch diese Annahme haben wir uns die Aussicht auf Untersuchungen eröffnet, die einmal eine große Bedeutung für das Verständnis pathologischer Vorgänge bekommen können. Denn Mischungen mögen auch zerfallen und solchen Triebentmischungen darf man die schwersten Folgen für die Funktion zutrauen. Aber diese Gesichtspunkte sind noch zu neu; niemand hat bisher versucht, sie in der Arbeit zu verwerten.“

In seiner Schrift Abriss der Psychoanalyse, die Freud in seinem letzten Lebensjahr verfasste und unvollständig hinterließ, ging er auf gravierende Folgen ein, die bedeutsame Veränderungen im Mischungsverhältnis beider Triebe nach sich zögen. Erhöhe sich der aggressive Anteil erheblich, könne ein „Liebhaber zum Lustmörder“ werden, reduziere er sich bedeutsam, werde er dagegen „scheu oder impotent“. Man wisse, so Laplanche und Pontalis, dass in Freuds Verständnis die Libido „ein Faktor der Bindung“ sei und Aggressivität danach trachte, „Zusammenhänge zu zerstören“. Das bedeute, je mehr sich die Aggressivität durchsetze, desto mehr diene die Triebmischung der Desintegration und umgekehrt.

## Rezeption
Eingang in die Alltagssprache fanden weder der Begriff der Triebmischung noch sein Gegenpart. Im April 2017 tauchten sie beim österreichischen Rundfunk in einem Freud-Zitat anlässlich einer Sendung über den Todestrieb auf, nach dem das „menschliche Seelenleben von einem ständigen Kampf zwischen Liebes- und Todestrieb geprägt“ sei. Das Konzept sei „nicht unumstritten“. Gleichwohl wurde Eltern empfohlen, „mit dem Konzept des Todestriebes anzuerkennen, dass es in jedem Kind auch aggressives Potenzial gebe und Aggression nicht ausschließlich eine Reaktion auf negative Erfahrungen sei“.